# Prefectura Saga
Prefectura Saga (佐賀県 Saga-ken?) este una din prefecturile din Japonia.

## Geografie

### Municipii
Prefectura cuprinde 10 localități cu statut de municipiu (市):
| - Imari - Kanzaki - Karatsu - Kashima | - Ogi - Saga (centrul prefectural) - Takeo | - Taku - Tosu - Ureshino |